# Pulley

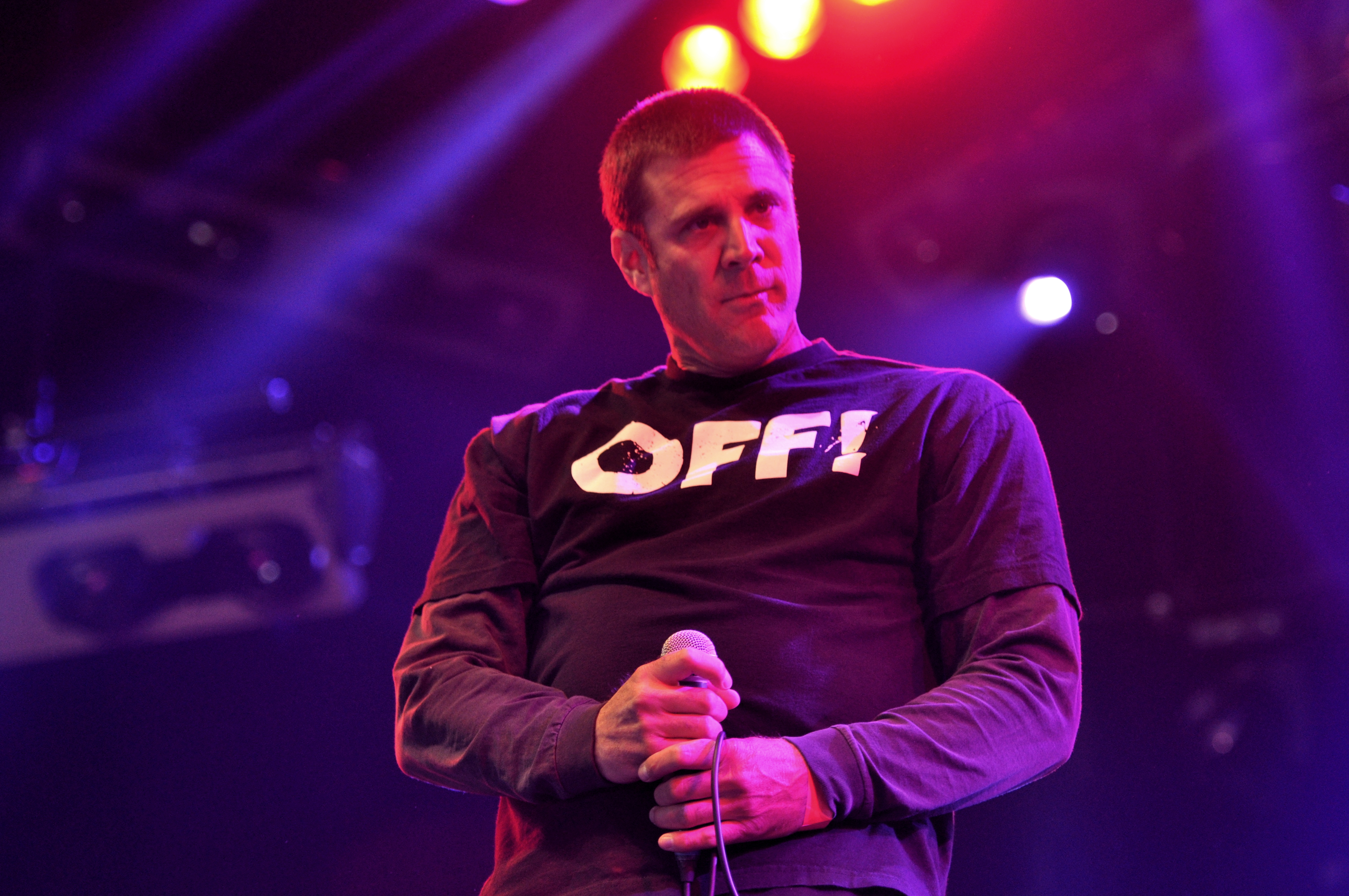
Scott Radinsky mit Pulley beim Groezrock 2013

Pulley ist eine US-amerikanische Punkrock-Band aus Kalifornien.

## Geschichte
Pulley waren seit der Gründung Anfang der 1990er Jahre bis in die 2010er Jahre bei dem Plattenlabel Epitaph Records unter Vertrag. Musikalisch bieten sie seit jeher Punkrock, wobei Pulleys Art von Punkrock eindeutig auch als Skatepunk oder Melodycore bekannt ist.
Pulley hatte in der Besetzung zeitweise Überschneidungen mit Ten Foot Pole. Da die Band nur selten auf Tour ging und unregelmäßig Alben veröffentlichte, wurden sie teilweise auch als Nebenprojekt von TFP gesehen. Erst in den letzten Jahren hat sich das geändert. In Deutschland tourten sie mehrmals, unter anderem als Vorband von No Use for a Name. Sänger Scott Radinsky spielte elf Jahre – von 1990 bis 2001 – im Major League Baseball, alle anderen Bandmitglieder haben ebenfalls, wenn auch weniger gut bezahlte, Jobs neben der Musik. Seit dem Album Matters von 2004 war die Band deshalb weitestgehend inaktiv.
Erst Mitte der 2010er Jahre nahm die Live-Aktivität wieder leicht zu, beschränkt sich jedoch auf die Herbst- und Wintermonate und die Westküste der Vereinigten Staaten, da dies am ehesten mit Radinskys Job als Baseballtrainer vereinbar ist. 2013 ersetzte Chris Dalley den bisherigen Drummer Tony Palermo. 2016 erschien ein weiteres Studioalbum namens No Change In The Weather, allerdings nicht mehr bei Epitaph, sondern beim von NOFX-Gitarisst El Hefe geführten Label Cyber Tracks. Der „langjährige Freund“ Trey Clinesmith spielt mittlerweile die zweite Gitarre. 2019 wurde die Band in die Ventura County Music Hall of Fame aufgenommen.
Zum 25-jährigen Bandjubiläum wurden 2020 wieder Shows sowie die Arbeit an einem neuen Album angekündigt. Zunächst erschien 2021 mit Encore eine Compilation mit Remasterings und Live-Aufnahmen älterer Songs bei SBÄM Records, 2022 folgte auf demselben Label das neue Album The Golden Life. Im gleichen Zuge kündigte die Band an, Sean Sellers (u. a. Good Riddance) als neuen Schlagzeuger verpflichtet zu haben. Des Weiteren kam die Band im Mai 2022 für ausgewählte Shows beim und rund um das Punk In Drublic Festival zurück nach Europa.

## Bandmitglieder
Die derzeitige Besetzung:
- Scott Radinsky (Gesang)
- Sean Sellers (Schlagzeug)
- Tyler Rebbe (Bass)
- Eugene Clinesmith III (Gitarre)

## Ehemalige Mitglieder
- Tony Palermo (Schlagzeug)
- Mike Harder (Gitarre)
- Trey Clinesmith (Gitarre)

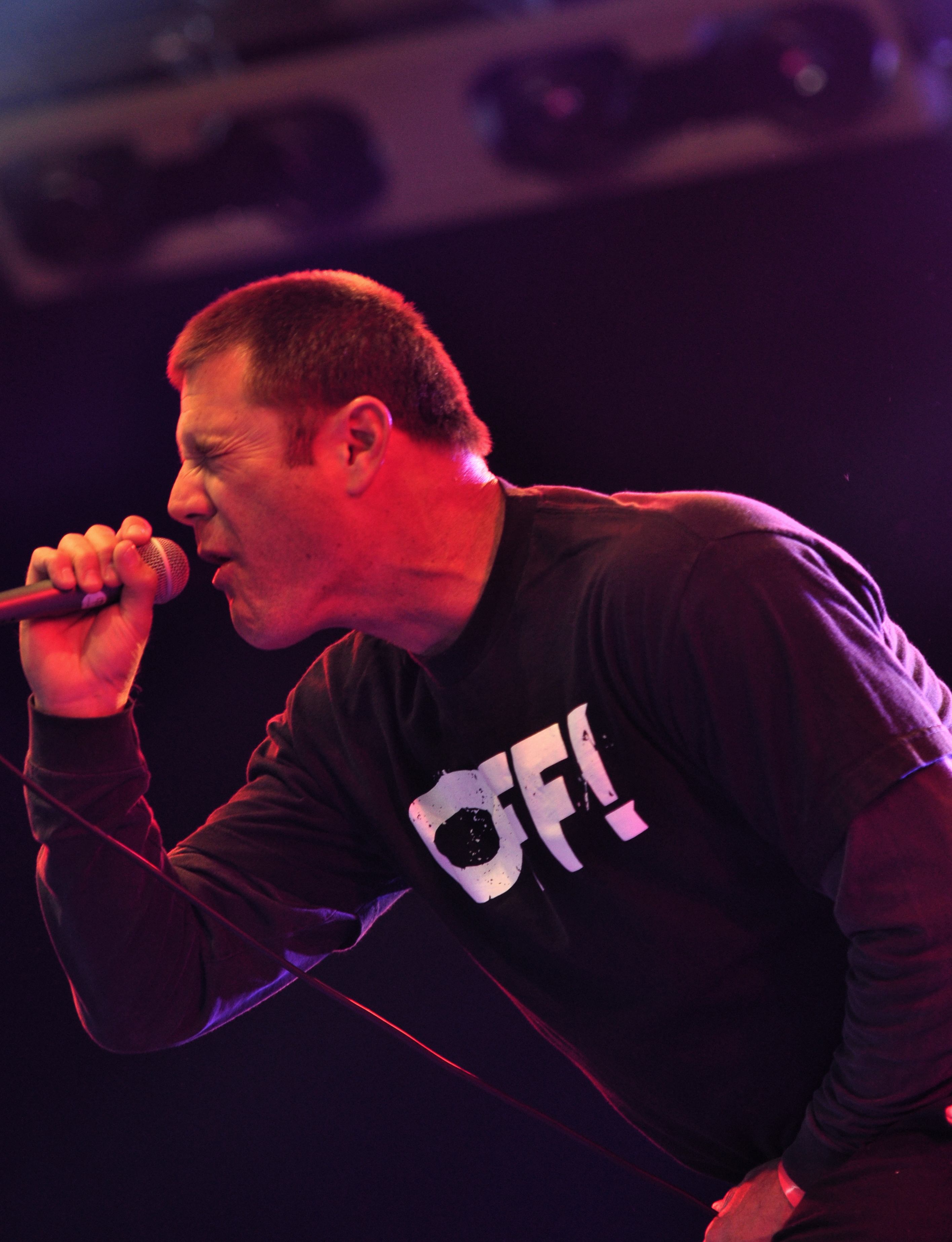
Scott Radinsky
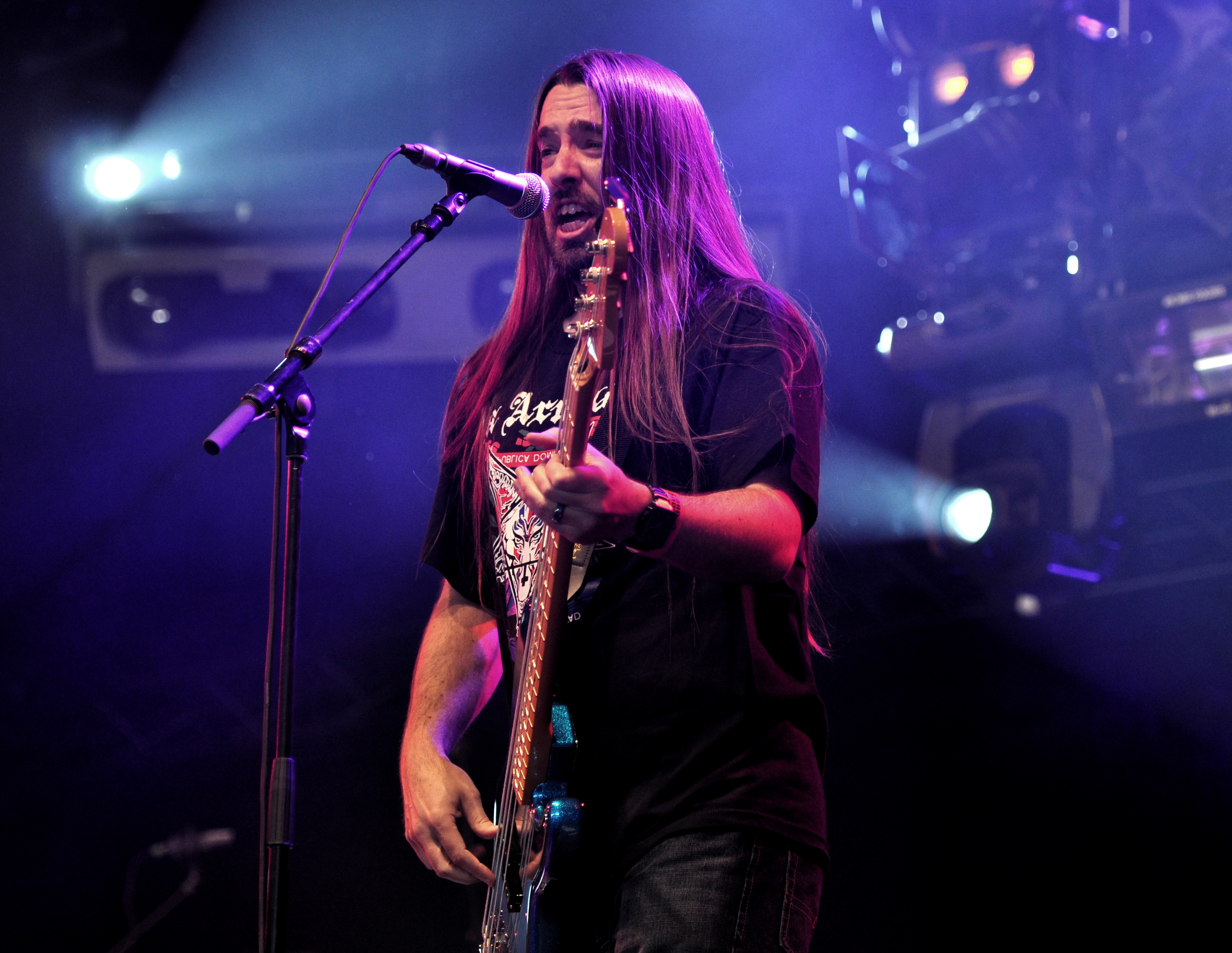
Tyler Rebbe
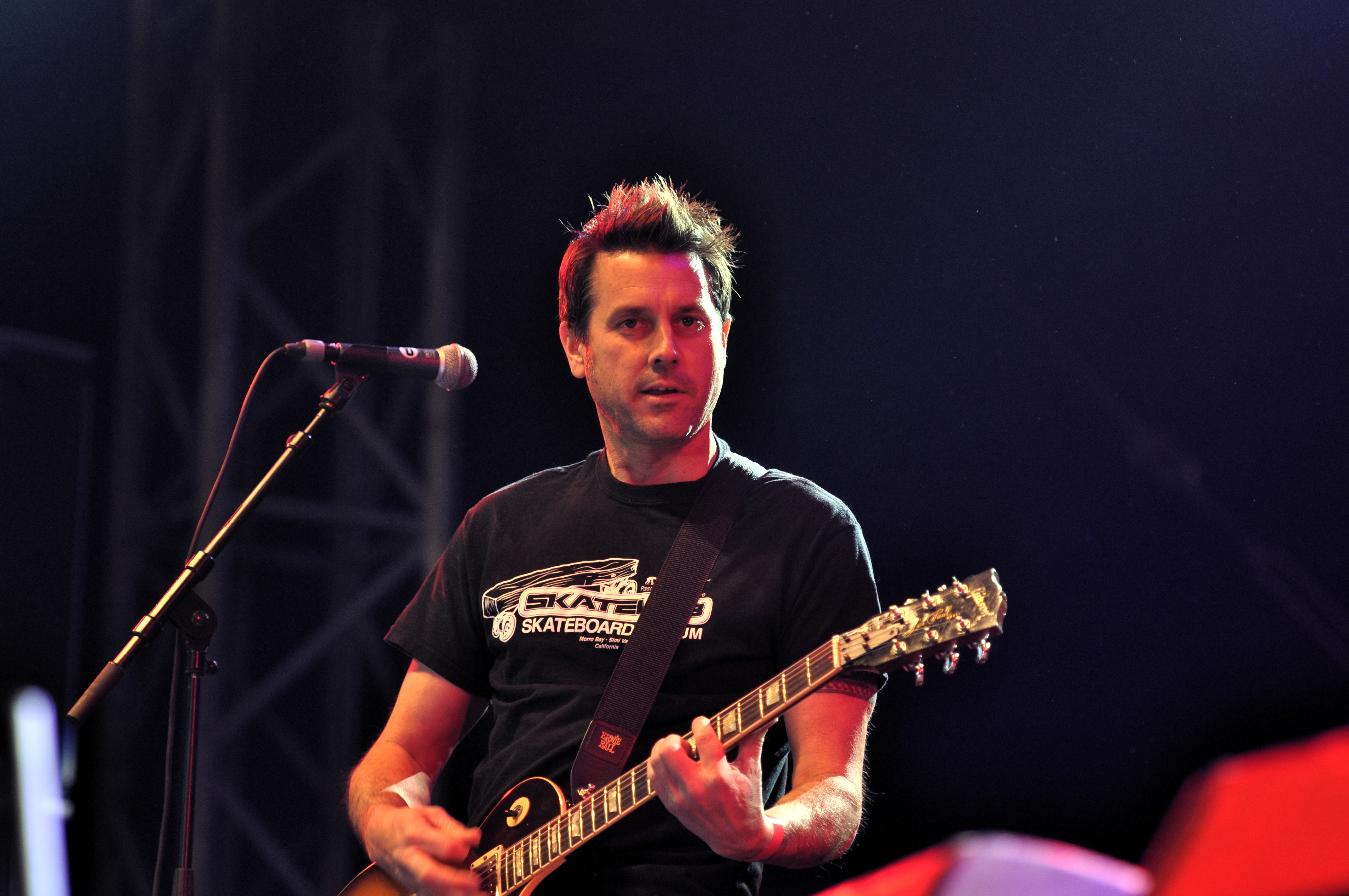
Mike Harder
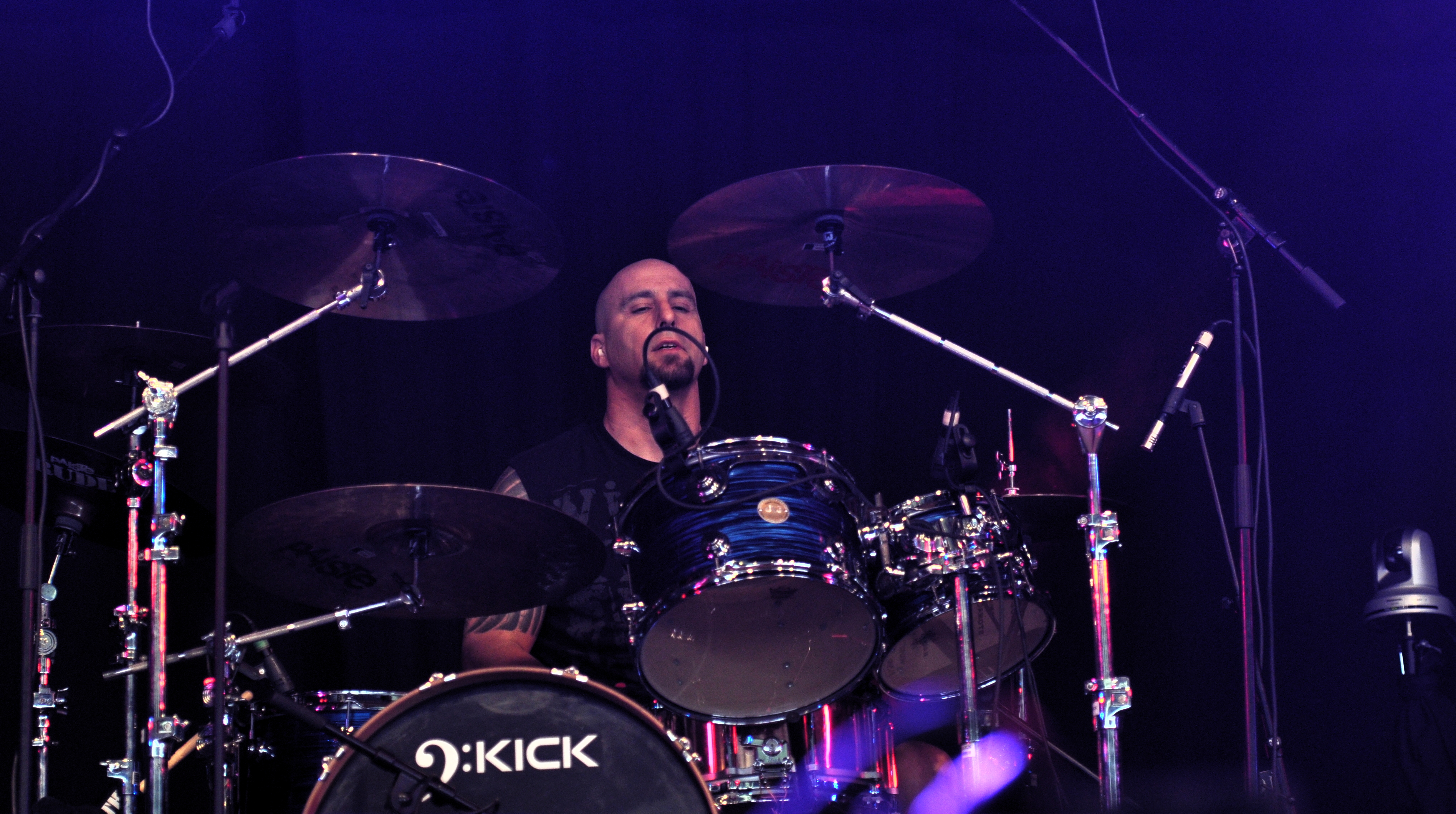
Tony Palermo

## Diskografie
- Esteem Driven Engine (1996)
- 60 Cycle Hum (1997)
- @#!* (wird teilweise auch als selbstbetiteltes Album unter dem Namen Pulley geführt) (1999)
- Together Again for the First Time (2001)
- Matters (2004)
- Time Insensitive Material (2009) – EP
- The Long and the Short of It (2011) – EP
- No Change in the Weather (2016)
- Encore (2021) – Compilation
- The Golden Life (2022)